# Championnat d'Europe de skeleton 1987
Navigation
Édition précédente Édition suivante
Le championnat d'Europe de skeleton 1987, septième édition du championnat d'Europe de skeleton, a lieu en 1987 à Sarajevo, en Yougoslavie. Il est remporté par l'Autrichien Andi Schmid devant son compatriote Christian Auer et le Suisse Alain Wicki.